# 藤岡藤巻
藤岡藤巻（ふじおかふじまき）は、日本の音楽ユニットである。フォーク（コミック）バンドの「まりちゃんズ」の元メンバーである藤岡孝章と藤巻直哉からなる。
「藤岡藤巻と大橋のぞみ」として2008年にベストヒット歌謡祭新人アーティスト賞を受賞しており、シングル「崖の上のポニョ」は第50回日本レコード大賞特別賞を受賞している。

## 経歴
1970年代、藤岡と藤巻は、発表する楽曲の多くが放送禁止歌となるなど特異な作風で知られるバンド、「まりちゃんズ」のメンバーとして音楽活動を行っていた。その後、まりちゃんズはいったん活動を停止し、藤岡はレコード会社に、藤巻は広告代理店に就職した。しかし、1980年代になると、藤巻は会社員として勤務しながら「すみちゃんとステゴザウルス」を結成し、藤岡も「ステゴサウルス」名義でこのバンドに詞を提供していた。1990年代に入るとまりちゃんズ時代の楽曲が再評価され、まりちゃんズも活動を再開した。
その後、2000年代に入り、藤岡と藤巻だけで「藤岡君と藤巻君」が結成された。藤岡と藤巻の友人だった秋元康にバンド名の命名を依頼したところ、秋元から「"藤岡藤巻"がいいんじゃない」と言われたため、2004年に「藤岡藤巻」に改名した。2006年にSME Recordsから「よろけた拍子に立ち上がれ!」でメジャーデビューした。モットーとして「妥協することにかけては誰にも負けない!」と標榜し、自らを「おやじエンタティンメント」と呼ぶ。また、藤岡が単独で活動する場合は「藤岡藤巻 without 藤巻」を名乗る場合もある。
他のアーティストへの楽曲の提供やコラボレーションとして、AA-CHINOへの楽曲提供、松浦亜弥が歌うファミリーマート店内用BGMの作詞・作曲、「カントリー娘。」の里田まいと結成した「里田まい with 藤岡藤巻」としての活動も行っている。
子役の大橋のぞみとのユニット「藤岡藤巻と大橋のぞみ」として発表した「崖の上のポニョ」は、スタジオジブリのタイアップ曲として歴代最高となる週間シングルランキング3位を記録した。2008年11月に藤岡が体調不良で活動を休止してからは、「藤岡藤巻と大橋のぞみ」は藤巻と大橋の2人で活動を継続していたが、2008年12月31日の紅白歌合戦出場を最後に日本国内での活動を休止した。2009年1月に藤岡が復帰し、藤岡藤巻としての活動を再開した。
2018年2月23日に7年ぶりとなるライブを開催した。

## メンバー
- 藤岡孝章（ふじおか たかあき、1952年6月5日 - ）
- 藤巻直哉（ふじまき なおや、1952年8月20日 - ）

## 作品

### シングル
藤岡藤巻
- よろけた拍子に立ち上がれ！（2005年11月23日 SME Records）
デビュー曲。
- 娘よ（2006年5月24日 SME Records）
収録曲の一つ「息子よ」は、『誰も知らない泣ける歌』などで取り上げられた。
- マイティー・バディ（2007年11月7日 SME Records）
『逮捕しちゃうぞ フルスロットル』の主題歌を収録したAA-CHINOのシングル。同時収録された『早く来い来いレッカー車』にて藤岡藤巻は作詞・作曲として参加した。

里田まい with 藤岡藤巻
- オヤジの心に灯った小さな火（2007年5月23日 SME Records）
- 続・オヤジの心に灯った小さな火（2010年10月27日）※里田まいと藤岡藤巻名義

藤岡藤巻と大橋のぞみ
- 崖の上のポニョ（2007年12月5日、ヤマハミュージックコミュニケーションズ）
宮崎駿監督映画『崖の上のポニョ』主題歌である。2007年12月16日のラジオ「藤岡藤巻の一フジ二フジ三オヤジ」で、大橋のぞみのソロに決定した旨のコメントが、スタジオジブリ社長の鈴木敏夫から明かされた、というネタを披露した。

### アルバム
- 藤岡藤巻I（2006年9月13日 SME Records）
アルバムの題字はスタジオジブリ社長の鈴木敏夫がノーギャラで担当した[11]。
- 藤岡藤巻III（2007年4月18日 SME Records）
- 崖の上のポニョ イメージアルバム（2008年3月5日）
藤岡藤巻が作詞と唄を担当した『フジモトのテーマ』、『本当の気持ち』の2曲を収録。
- 尾崎家の祖母 最終章（2024年11月8日、自主制作）
クラウドファンディングの返礼品[12]。2025年7月25日、藤岡藤巻のライブで発売される予定[13]。

### テレビ
- 宇宙犬作戦（2010年）
音楽&主題歌を担当。なお、藤巻直哉は番組のエグゼクティブプロデューサーも務めている。

### CM
- ファミリーマート（2008年）
『キチンとチキン♪』のタイトルが付けられている。歌唱は松浦亜弥。他にKARAや大橋のぞみバージョンもあり。

## 出演

### テレビ
藤岡藤巻
- サラリーマンNEO（NHK、2007年8月7日）
- はなまるマーケット（TBS、2007年9月17日）
オープニングに登場し、シブがき隊「NAI・NAI 16」の替え歌「NAI・NAI 60」[注釈 1]を生歌で披露した。
- スッキリ!!（日本テレビ、2007年10月8日）
- ラヴィット!（TBS、2023年8月15日）

藤岡藤巻と大橋のぞみ
- オジサンズ11（日本テレビ、2007年12月3日）
『崖の上のポニョ』を生歌で披露した。
- ズームイン!!SUPER（日本テレビ）
- ラジかるッ（日本テレビ）
- ミュージックステーション（テレビ朝日、2008年8月1日、15日）
- 行列のできる法律相談所（日本テレビ、2008年8月10日）
- はなまるマーケット（TBS、2008年8月15日）
- うたばん（TBS、2008年9月4日）
- 新堂本兄弟（フジテレビ、2008年9月28日)
- 太田光の私が総理大臣になったら…秘書田中。（2008年10月10日）
- HEY!HEY!HEY! MUSIC CHAMP（フジテレビ、2008年10月13日)
- しゃべくり007（日本テレビ、2008年10月27日）
- バニラ気分!（フジテレビ、2008年11月1日）
- モクスペ ベストヒット歌謡祭2008（読売テレビ、2008年11月27日）
- 2008FNS歌謡祭（フジテレビ、2008年12月3日）
- 第50回輝く!日本レコード大賞（TBS、2008年12月30日）
『崖の上のポニョ』が第50回日本レコード大賞特別賞を受賞した。
- 第59回NHK紅白歌合戦（NHK、2008年12月31日）
「藤岡藤巻と大橋のぞみ」はこの番組への出演を最後に、日本国内での活動を休止した[8]。

### ラジオ
- 藤岡藤巻の一フジ二フジ三オヤジ（文化放送）
2007年10月7日 - 2008年3月30日：毎週日曜日20:00 - 20:30
2008年4月5日 - 2008年9月27日：毎週土曜日2:30 - 3:00
2008年10月1日 - 2009年4月1日：毎週水曜日1:00 - 1:30
提供は呉工業（2007年11月4日より）。2008年4月5日より、タイトルコールが「藤岡藤巻の一フジ二フジ三オヤジ・NEO」となっている。

| 文化放送 土曜2:30 - 3:00                            | 文化放送 土曜2:30 - 3:00       | 文化放送 土曜2:30 - 3:00                                        |
| 前番組                                              | 番組名                         | 次番組                                                          |
| --------------------------------------------------- | ------------------------------ | --------------------------------------------------------------- |
| ザ・ステージ                                        | 藤岡藤巻の一フジ二フジ三オヤジ | 伊藤俊吾のザ・ソングス・オーディション「GeTaCha!」 ※2:00 - 3:00 |
| 文化放送 水曜1:00 - 1:30                            |                                |                                                                 |
| 金田朋子のミニミニミクロ電子幼稚園 （アニラジ番組） | 藤岡藤巻の一フジ二フジ三オヤジ | ロンドンブーツ1号2号 田村淳のNewsCLUB ※1:00 - 2:00              |

### CM
藤岡藤巻
- オヤジイズムCM（2006年8月15日 - 20日）
  - サトウ製薬「ユンケル」
  - サントリー「黒烏龍茶」

「オヤジイズムCM」は、日本テレビ系列のプロ野球中継枠のみで放映された。深浦加奈子らと共演している。

藤岡藤巻と大橋のぞみ
- アサヒ飲料「三ツ矢サイダー」
「崖の上のポニョ」とのコラボレーションCMとして大橋のぞみと共に出演。日本テレビ系列のみで放映。

### インターネットラジオ
- 藤岡藤巻の一フジ二フジ三オヤジ（BBQR、2008年 - ）
文化放送のラジオ番組『藤岡藤巻の一フジ二フジ三オヤジ』を、同社のインターネットラジオ「BBQR」にて放送している。

### ネット配信
- 藤岡藤巻の一フジ二フジ三オヤジ（Podcast QR、2008年4月7日 - ）
文化放送のラジオ番組『藤岡藤巻の一フジ二フジ三オヤジ』をポッドキャスト形式で配信している。

### DVD
- 藤岡藤巻生ライブ～赤坂ライブとおつまみ映像

## 書籍
- いいから、そこに座れ!（2008年、ぶんか社）ISBN 9784821142170
- よろけた拍子に立ち上がれ!――島耕作になりそこなったオヤジのための人生論（2008年、ソニーマガジンズ）ISBN 9784789733670